# William Calley
William Laws Calley, Jr. (Miami, Florida, Estats Units, 8 de juny de 1943) era un oficial de l'Exèrcit dels Estats Units que va participar en la Guerra de Vietnam. Va ser trobat culpable d'ordenar la massacre de My Lai el 16 de març de 1968.

## Biografia
Calley va cursar el seu entrenament bàsic a Fort Benning, Geòrgia, així com un entrenament personalitzat a Fort Lewis, Washington. Va ser acceptat en l'Officer Candidate School, començant un curs per a oficial a mitjans de març de 1967. Després de la seva graduació el 5 de setembre del mateix any, va ser designat com a Tinent Segon d'Infanteria. Calley va ser assignat a la Companyia C, 1r Batalló, 20º Regiment, 11a Brigada d'Infanteria i va passar altre curs a Hawaii abans del despatx de la brigada a Vietnam.
Els informes sobre la seva actuació publicats després de My Lai el descriuen com un soldat normal. Posteriorment, segons la investigació avançava, la seva imatge va empitjorar. Diversos membres del seu batalló van dir als investigadors de l'Exèrcit que no tenia sentit comú i que era incapaç d'usar un mapa o una brúixola. Calley va ser acusat el 5 de setembre de 1969, amb sis càrrecs d'assassinat premeditat, i fou trobat culpable.